# DKW F 4

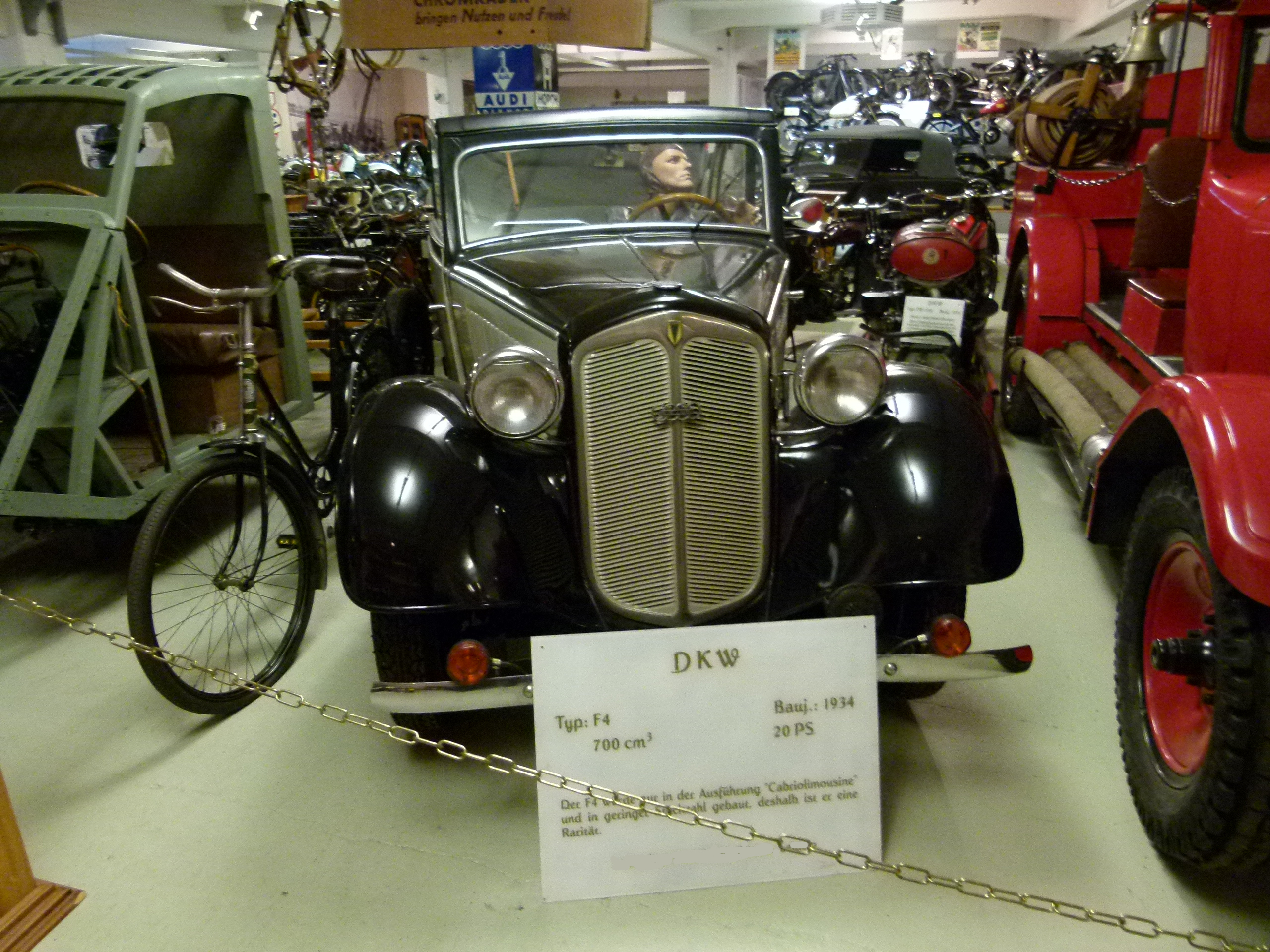
DKW F 4 (1934) im Fahrzeugmuseum Chemnitz

Der DKW F 4 Meisterklasse ist ein Kleinwagen mit Frontantrieb der Marke DKW, den die Auto Union AG 1934 als Nachfolger des Modells F 2 Meisterklasse 701 auf den Markt brachte. Der Unterschied zum Modell F 2 bestand in der etwas runderen und eleganteren Karosserie mit hinten angeschlagenen Türen. Der F 4 wurde wie alle DKW „Frontwagen“ (geschützter Name) im Audiwerk in Zwickau gebaut.
Die Technik war unverändert: der bereits im F 2 verwendete und vorn quer eingebaute Zweizylinder-Zweitaktmotor (Parallel-Twin) mit 0,7 Liter Hubraum und Schnürle-Umkehrspülung mit zwei Überströmkanälen leistet 20 PS bei 3500 min−1. Über ein Dreigang-Getriebe mit Krückstockschaltung treibt er die Vorderräder an. Die Wagen mit einem Hilfsrahmen aus zwei stählernen U-Profil-Längsträgern als Fahrgestell und kunstlederbespannter Sperrholzkarosserie haben vorn und hinten Einzelradaufhängung an Querblattfedern und waren als zwei- und viersitzige Cabriolet bzw. Cabriolimousine erhältlich.
Nach ca. 7000 gebauten Fahrzeugen wurde im Februar 1935 der Nachfolger DKW F 5 mit stabilem Zentralkastenrahmen und hinterer „Schwebeachse“ vorgestellt.

## Technische Daten
| Typ                   | Meisterklasse         |
| Bauzeitraum           | 1934–1935             |
| Aufbauten             | L2                    |
| Motor                 | 2 Zyl., Reihe, 2-Takt |
| Ventile               | ohne                  |
| Bohrung × Hub         | 76 mm × 76 mm         |
| Hubraum               | 692 cm³               |
| Leistung (PS)         | 20                    |
| Leistung (kW)         | 14,7                  |
| Verbrauch             | 7 l/100 km            |
| Höchstgeschwindigkeit | 85 km/h               |
| Leergewicht           | 750 kg                |
| Zul. Gesamtgewicht    | 1100 kg               |
| Elektrik              | 6 Volt                |
| Länge                 | 3985 mm               |
| Breite                | 1465 mm               |
| Höhe                  | 1500 mm               |
| Radstand              | 2610 mm               |
| Spur vorn/hinten      | 1110 mm/1220 mm       |
| Wendekreis            | 12 m                  |

- L2 = zweitürige Limousine oder Cabrio-Limousine

## Quelle
- Werner Oswald: Deutsche Autos 1920–1945.  10. Auflage, Motorbuch Verlag, Stuttgart 1996, ISBN 3-87943-519-7.